# Huracà de Miami de 1948

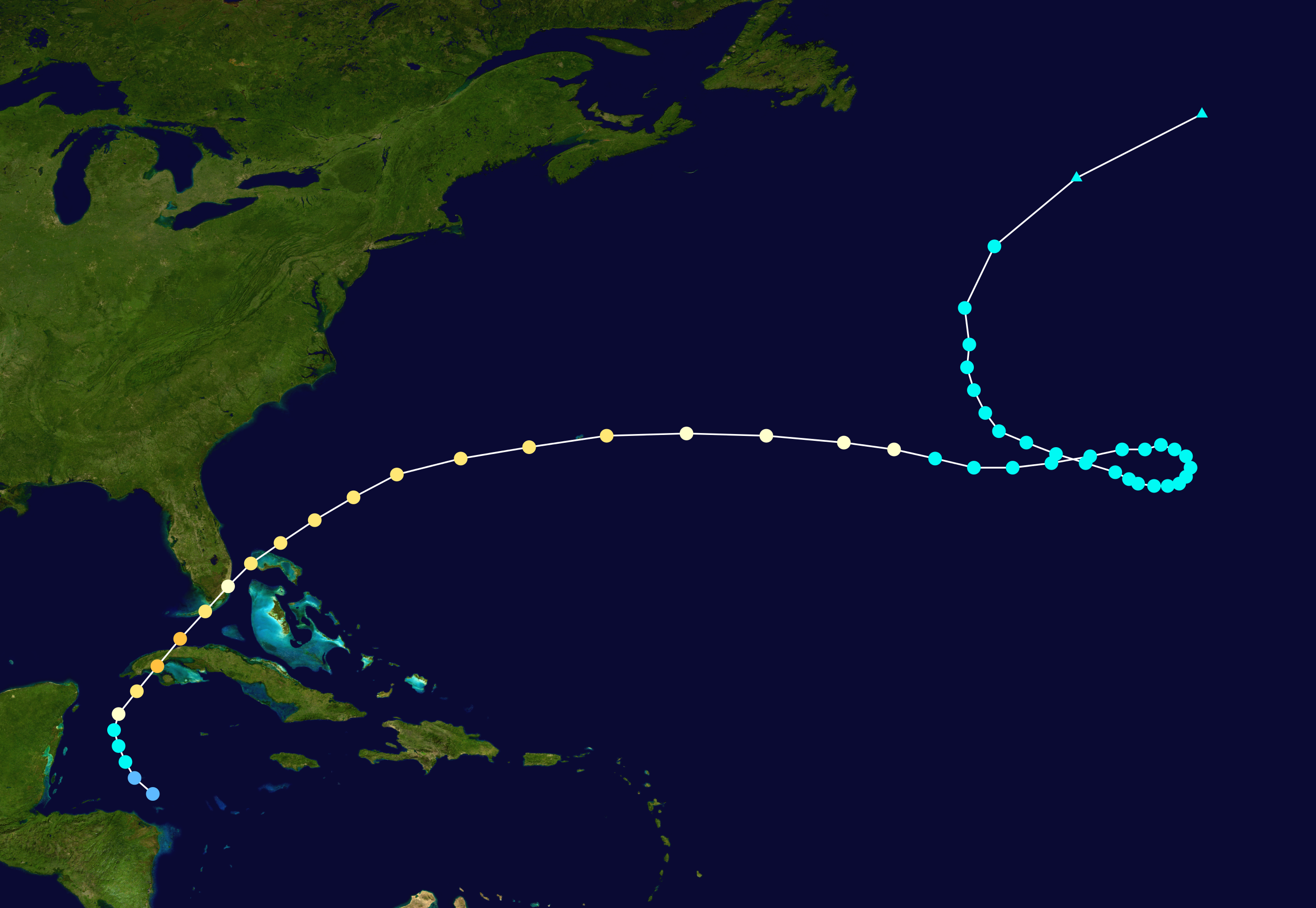
Recorregut de l'huracà

L'Huracà de Miami de 1948 va ser un dels ciclons tropicals més fort de la temporada d'huracans de l'Atlàntic del 1948. L'huracà, el segon més intens de la temporada, generava vents de 213 km/h a l'Havana. Va ser la vuitena tempesta tropical, el cinquè huracà, i el quart gran huracà de la temporada. Es va desenvolupar l'est-nord-est de cap Gracias a Dios, Nicaragua. Posteriorment, s'intensificava sobre el mar del Carib occidental, on assolia vents huracanats, i feia recalada a Cuba occidental. El cicló tropical convertit en una huracà de Categoria 4 en l'Escala d'huracans de Saffir-Simpson, creuava l'illa i colpejava Florida Keys com a gran huracà. L'ull passava sobre Miami, marxava prop de Fort Lauderdal, i creuava l'Oceà Atlàntic pel sud de les Illes Bermudes.
Cuba va ser la zona que va ser colpejada amb vents més forts pel cicló, deixant danys significatius i onze víctimes mortals a l'illa. A Florida, l'huracà provocava pluges fortes i inundacions a la regió de Miami. Es reportaven també tres tornados a l'estat sense provocar cap víctima mortal. L'impacte de l'huracà Seven de Categoria, que havia sobrepassat la zona dues setmanes abans de la tempesta, reduïa la destrucció del cicló de l'octubre. El cicló també causava destrosses extenses a les Illes Bermudes.